# Kaló Chorió (Klírou)
Pour les articles homonymes, voir Kaló Chorió.
Kaló Chorió (grec moderne : Καλό Χωριό) est un village de Chypre de plus de 601 habitants.